# Marcillé
Marcillé is een fusiegemeente (commune nouvelle) in het Franse departement Deux-Sèvres (regio Nouvelle-Aquitaine). De plaats maakt deel uit van het arrondissement Niort. Marcillé is op 1 januari 2019 ontstaan door de fusie van de gemeenten Pouffonds en Saint-Génard. 

## Demografie
Onderstaande figuur toont het verloop van het inwonertal (bron: INSEE-tellingen).
Marcillé telde in 2017 760 inwoners.